# Gerichts- und Notarkostengesetz
Das Gesetz über Kosten der freiwilligen Gerichtsbarkeit für Gerichte und Notare (Gerichts- und Notarkostengesetz) trat am 1. August 2013 in Kraft und ersetzte die bisherige Kostenordnung für Verfahren der freiwilligen Gerichtsbarkeit.
Die für die Gerichte und die Notare geltenden Regelungen wurden deutlich voneinander getrennt. Alle Regelungen, die nur Notare betreffen, wurden in einem eigenen Kapitel zusammengefasst. Gebührentatbestände, die die Notare betreffen, wurden in einem eigenen Teil des Kostenverzeichnisses zusammengefasst.
Neu gegenüber der früheren KostO ist im Aufbau ein eigenes Kostenverzeichnis in der Anlage 1 des neuen GNotKG mit fünfstelligen Kostenverzeichnis-Nummern für Gerichts- und Notargebühren sowie der Auslagen. Überwiegend erreicht wurden die Ziele der Gesetzesänderung der Modernisierung, leistungsgerechteren Ausgestaltung der Gebühren und Vereinfachung.
Die umfangreichen, über die gesamte Kostenordnung verteilten Wertvorschriften wurden zusammengefasst und in Bewertungs- und Geschäftswertvorschriften aufgeteilt. Während alle Bewertungsvorschriften grundsätzlich für Gerichte und Notare gleichermaßen gelten, wurden die Geschäftswertvorschriften entsprechend den unterschiedlichen Aufgaben für Gerichte und Notare getrennt geregelt.
Wenn sich die Gebühren nach dem Geschäftswert richten, bestimmt sich die Höhe der Gebühr nach Tabelle A oder Tabelle B (§ 34 Abs. 1 GNotKG). In der Kopfzeile (Überschrift) der dritten Spalte des Kostenverzeichnisses ist kenntlich gemacht, welche Tabelle jeweils gilt. Für Notargebühren gilt grundsätzlich Tabelle B. Nur ganz ausnahmsweise gilt für den Notar die den Gerichten vorbehaltene Tabelle A. Die Tabellen A und B finden sich für Streitwerte bis zu 3 Millionen Euro in der Anlage 2 zu § 34 GNotKG.